# Sons of Soul
Sons of Soul è il terzo album della band R&B americana Tony! Toni! Tonè!, pubblicato il 22 giugno 1993 dalla Wing Records e dalla Mercury Records. Segue il successo del loro album del 1990 The Revival, che aveva esteso la loro popolarità oltre il pubblico del genere musicale.
La band originariamente tenne sessioni di registrazione per Sons of Soul in diversi studi della California, tra cui la Westlake Recording Studios ad Hollywood ed alla Paradise Recording Studio a Sacramento, per poi spostarsi al Caribbean Sound Basin di Trinidad, dove alla fine scrissero e registrarono la maggior parte dell'album. È stato prodotto interamente dal gruppo, che ha lavorato con vari musicisti, utilizzando anche apparrecchiature vintage.
Il cantante e bassista Raphael Wiggins ha gestito la maggior parte della scrittura delle canzoni, caratterizzata da testi bizzarri e civettuoli.
Un successo commerciale, Sons of Soul si è classificato per 43 settimane nella Billboard 200 ed ha ottenuto una doppia certificazione di platino dalla Recording Industry Association of America (RIAA), oltre ad un diffuso successo anche secondo la critica professionale, classificandosi come uno dei migliori dischi del 1993.

## Contesto
Ispirati dalla strumentazione dal vivo, dal giradischi e dalla musica soul classica, il gruppo registrò e produsse il suo secondo album, The Revival, per la maggior parte secondo i procedimenti tradizionali, e lo pubblicarono nel 1990 ottenendo un diffuso successo commerciale, attirandosi tuttavia critiche riguardo al loro ritrovato successo mainstream, ed alla loro musica etichettata come retrò dalla critica. In un'intervista per la rivista People, il cantante e bassista Raphael Wiggins espresse la sua insoddisfazione per l'industria musicale, affermando che "ogni casa discografica vuole un gruppo da mettere su una Mercedes-Benz con un telefono veicolare ed un cicalino, per poi metterli in un video girato su una spiaggia con tanti bikini oscillanti. Non ci vedrai mai su una spiaggia. Siamo solo ragazzi con i piedi per terra, funky, che amano giocare." Prima di considerare un album successivo, la band ha registrato diverse canzoni per colonne sonore di film, tra cui "Me and You" per Boyz n the Hood (1991), "House Party (I Don't Know What You Come to Do)" per House Party 2 (1991) e "Waiting on You" per Poetic Justice (1993).
Essendosi creati una discreta fama, con The Revival, il gruppo ha voluto rendere omaggio alle loro influenze musicali con Sons of Soul. In un'intervista del 1993 per il New York Times, Wiggins ha parlato dell'album, affermando che "Stiamo rendendo omaggio a molti artisti più anziani che hanno aperto la strada a noi artisti giovani, come The Temptations, Sly & Family Stone, Earth, Wind & Fire. Sono loro che ci hanno ispirato quando stavamo crescendo, persone come Aretha Franklin e James Brown. Ci sentiamo figli di tutto e di tutte quelle persone che ci hanno preceduto." Ha anche spiegato che il titolo dell'album è una dichiarazione di discendenza da quegli artisti, "non in senso autocelebrativo, ma nel senso che siamo davvero la progenie musicale di tutto ciò che è venuto prima di noi... rendendo omaggio al nostro passato, pur creando un ambiente contemporaneo."

## Registrazioni

### Registrazioni in California

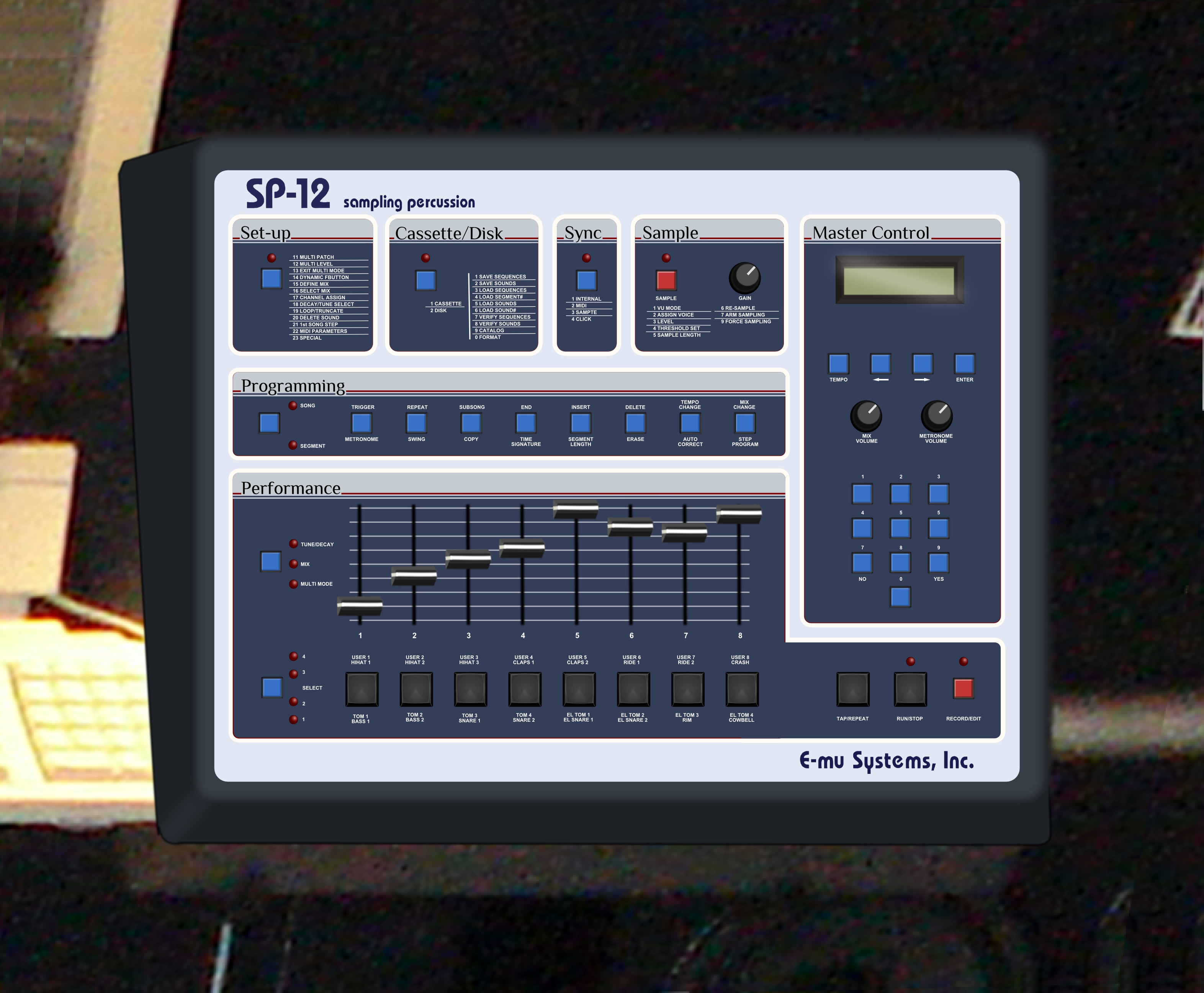
Un E-mu SP-12, utilizzato da D'wayne Wiggins.

Il gruppo iniziò a registrare Sons of Soul nel 1993. Inizialmente tennero sessioni in diversi studi di registrazione in California, tra cui il Air LA Studios, il Paramount Recording Studios ed il Westlake Recording Studios ad Hollywood, il Pajama Studios a Oakland,  il J.Jam Recording ad Oakland Hills ed il Paradise Recording Studio a Sacramento, dove risiedeva all'epoca Raphael Wiggins. Wiggins, suo fratello il chitarrista D'wayne Wiggins ed il batterista Timothy Christian Riley hanno suonato ciascuno diversi strumenti per l'album. Raphael e D'wayne ebbero le idee per le canzoni suonando la chitarra ed una drum machine, utilizzandole in composizioni insieme a Riley e Carl Wheeler, un membro non ufficiale, che fece da tastierista in studio del gruppo.
Hanno anche lavorato con altri vari musicisti, tra cui Benjamin Wright, i sassofonisti Gerald Albright e Lenny Pickett, il trombettista Ray Brown, l'arrangiatore Clare Fischer e l'ingegnere audio Gerry Brown. Brown ha progettato gli album precedenti del gruppo e successivamente la loro produzione successiva, inclusi gli album solisti di Raphael Wiggins. Brown gli consigliò di utilizzare un microfono dinamico durante la registrazione della sua voce per addensarla con più bassi, una pratica che Wiggins ha continuato ad operare per tutta la sua carriera. Wiggins tentò di coinvolgere l'ex cantante dei Temptations Eddie Kendricks per cantare in uno dei pezzi, ma Kendricks morì prima delle sessioni di registrazione. Parteciparono alla produzione dell'album anche i due gruppi di flauti The Fat Lip Horns ed i The SNL Horns.

### Registrazioni a Trinidad

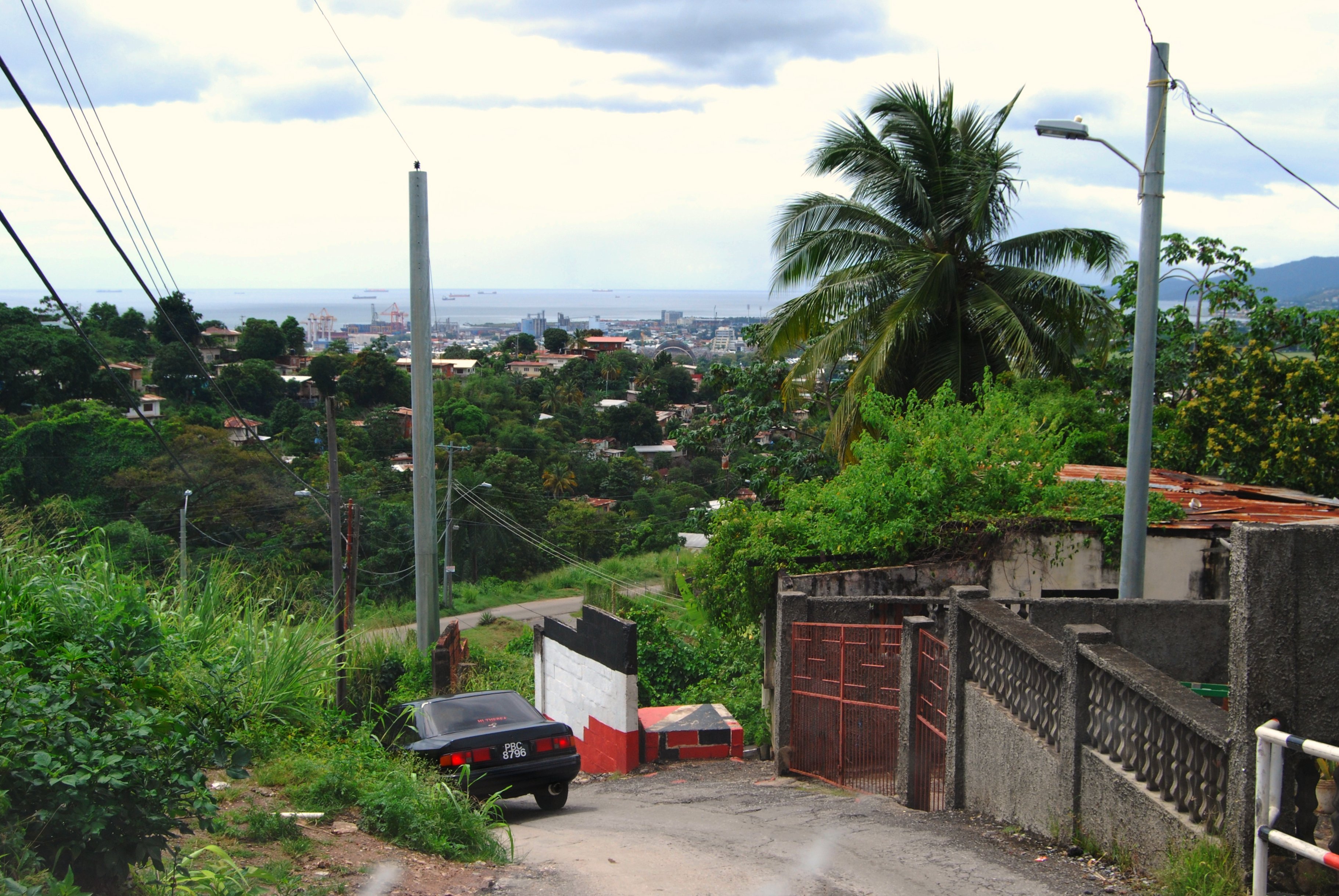
Il sobborgo trinidadiano di Maraval, sede del Caribbean Sound Basin.

Affascinato dallo stile di vita della gente dei Caraibi, il gruppo spostò le sessioni di registrazione al Caribbean Sound Basin di Maraval, un sobborgo di Port of Spain, capitale di Trinidad. Il complesso di studi era uno dei pochi luoghi di registrazione adeguatamente attrezzati di Trinidad, aperto nel 1990 dall'uomo d'affari Robert Amar, che voleva attrarre artisti locali ed internazionali con una struttura all'avanguardia. Il gruppo intendeva andare in studio solo per perfezionare l'output delle sessioni precedenti, ma finì per scrivere e registrare quella che è diventata la maggior parte dell'album, per due mesi.
Il Caribbean Sound Basin ospitava tre monolocali separati e numerosi servizi, tra cui una piscina, una palestra, una sauna, uno studio fotografico e delle suite. Contrariamente alla maggior parte degli studi di registrazione, il suo interno era spazioso ed esposto alla luce naturale. Nel complesso dello studio, Raphael, D'wayne e Riley registrarono a lungo fino a notte fonda, per poi uscire a godersi la vita notturna, prima di ritornare in studio. Spesso abbassavano le luci, bruciavano incenso e bevevano vino per creare atmosfera durante la registrazione. Parteciparono anche alla scena dancehall locale, prendondendo parte a feste di quartiere.
Il gruppo è stato largamente influenzato dalle tradizioni musicali locali. In un'intervista per Billboard, D'wayne Wiggins affermò che avevano deciso di focalizzarsi sulle canzoni d'amore.

### Produzione

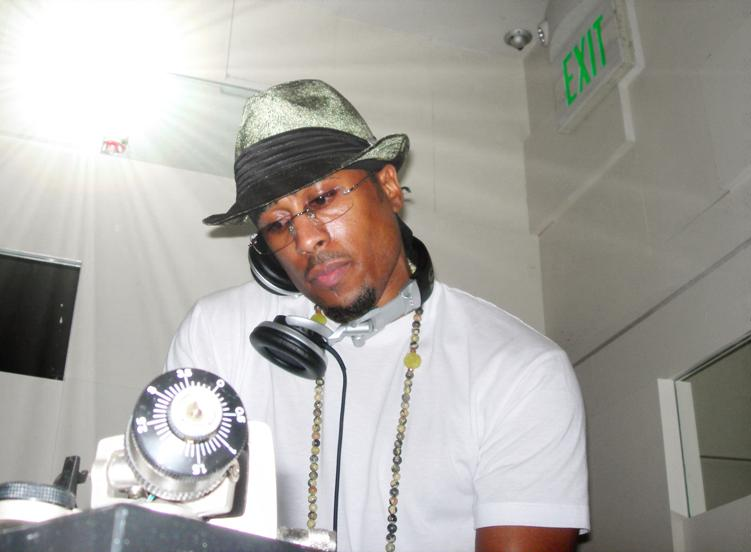
Il DJ Ali Shaheed Muhammad (nel 2008) ha assistito alla produzione.

A differenza dei loro album precedenti, il gruppo ha prodotto Sons of Soul interamente da sé. Nella produzione dell'album hanno utilizzato apparecchiature di registrazione sia vintage che contemporanee, tra cui un Hammond B-3, un Clavinet, un ARP String Ensemble e diversi sintetizzatori Korg e Roland. Riley ha asserito che ascoltare la musica suonata da strumenti vintage ha influenzato la loro scrittura. Per la sua voce, Raphael ha registrato con un Neumann U 87 e con microfoni a condensatore AKG C12A, nonché con un microfono RCA tipo 77-DX vintage. Ha usato un basso a cinque corde personalizzato da un'officina di riparazione di chitarre e bassi di San Francisco, così come un sintetizzatore analogico Minimoog per altre sezioni di basso dell'album. D'wayne ha usato un Microtech Gefell UM70 per la sua voce solista e un AKG 414 per la sua voce di sottofondo. Ha suonato una Gibson L6-S vintage e una chitarra Fender Coronado, modificata con un pickup Gibson burst bucker. Oltre la propria batteria, Riley ha suonato sia i pianoforti elettrici Wurlitzer che Fender Rhodes.
Lo studio principale del Caribbean Sound Basin aveva apparecchiature sia analogiche che digitali, con tre cabine di isolamento, per: voce, pianoforte e batteria. Il gruppo ha registrato le tracce originali utilizzando i registratori Studer a 24 e 48 tracce e le ha trasferite su un registratore digitale Sony. Per la maggior parte delle canzoni, le tastiere MIDI sono state suonate dal vivo in un sequencer, mentre la musica prodotta dalle tastiere vintage è stata registrata su nastro analogico. Riley affermò in un'intervista per la rivista Keyboard, "anche se abbiamo usato un sequencer per alcune cose, abbiamo comunque minutato la canzone dal vivo dall'inizio alla fine. L'ultima registrazione è stata fatta interamente con un Synclavier.
Il produttore discografico e DJ Ali Shaheed Muhammad, accreditato per la programmazione dell'album, ha assistito alla sua produzione Ha citato la fusione del gruppo tra la produzione hip hop e la strumentazione dal vivo per Sons of Soul come ispirazione per il suo lavoro successivo come membro di A Tribe Called Quest e di The Ummah. Muhammad ha discusso della sua esperienza di registrazione di Sons of Soul in un'intervista del 1998, affermando che "Avevo appena agganciato questo ritmo, ed il gruppo prese i propri strumenti ed iniziò a suonare. Raphael stava cantando, e non appena toccò il basso, mi sbalordì." Raphael Wiggins spiegò come valorizzarono la strumentazione durante la registrazione dell'album, affermando: "Vogliamo che tutti abbiano qualcosa con cui relazionarsi; un batterista entrerà nella batteria dal vivo e così via".
La band ha tracciato i mix finali delle canzoni al Caribbean Sound Basin. Il suo studio principale utilizzava una console di missaggio SSL 4064 G a 64 canali, lo studio secondario utilizzava una console Neve a 48 tracce con fader volanti e il suo terzo studio utilizzava una console Amek BC2. Il gruppo utilizzava principalmente la vecchia console Neve. Nel produrre le canzoni, adoperarono un groove di una drum machine come traccia di base, registrandola. Le parti registrate con strumentazione dal vivo sono state quindi aggiunte al mix.Sons of Soul è stato successivamente masterizzato dall'ingegnere audio Herb Powers nel suo studio PM Entertainment di New York City.

## Musica e testi
Sons of Soul ha ampliato le già precedenti influenze R&B di The Revival, con del funk ottimista e con stili classici della Motown. Canzoni come " If I Had No Loot ", "My Ex-Girlfriend" e "Tell Me Mama" incorporavano ritmi vivaci, armonie stridenti, hook melodici e il canto ad alto tenore di Raphael Wiggins. Altre canzoni sono state eseguite con del groove funk, tra cui "I Couldn't Keep It to Myself", "Gangsta Groove", "Fun", e "Tonyies! In the wrong key". Rick Mitchell dello Houston Chronicle scrisse che gli arrangiamenti delle canzoni "abilmente... integrano le influenze classiche nei groove contemporanei." Carl Allen di The Buffalo News affermò che l'album "ricollegava" la musica popolare nera "alle sue radici gospel e blues con un tocco hip-hop".
Insieme al consueto R&B, la musica dell'album si è arricchita di stili urbani contemporanei come il dancehall e l'hip-hop, incorporando ritmi hip-hop, scratch di giradischi, e campionamenti, estratti dal rap contemporaneo. Il gruppo ha riprodotto ciò che hanno campionato con strumentazione dal vivo, interpretato dalla rivista Keyboard come un approccio analogico al genere hip-hop principalmente digitale.
I testi di Sons of Soul sono stati descritti dalla critica Connie Johnson del Los Angeles Times come spesso bizzarri. Raphael Wiggins è stato accreditato per la maggior parte della scrittura delle canzoni. Laura Zucker di The Sacramento Bee affermò che la maggior parte dell'album è stata scritta "solidamente nella tradizione R&B del parlare dolce e del romanticismo". A differenza della maggior parte della musica R&B e hip hop contemporanea dell'epoca, i testi dell'album mancavano di un linguaggio scurrile, ad eccezione di "My Ex-Girlfriend", che conteneva il ritornello "Non potevo crederci / Hanno cercato di dirmi la mia ex- la ragazza è una puttana!"

### Canzoni
L'album apre con "If I Had No Loot", che presenta un ritmo New jack swing, lick pronunciati di chitarra e campionamenti vocali di canzoni hip-hop, La terza traccia, "My Ex-Girlfriend", è una critica ai partner infedeli, con toni di basso, rimproverano un'ex ragazza per la sua promiscuità.  La ballata "Tell Me Mama" ha dinamiche crescenti, un bridge pieno di fiati, e testi su responsabilità e rimpianto. Secondo il giornalista di Rolling Stone Franklin Soults, le prime cinque canzoni dell'album comprendono un "tour de force che rimbalza dalla Motown al New Jack Swing e ritorno prima di interrompersi per una serie di ballate tanto sexy quanto dolci".
La prima ballata, "Slow Wine", descrive un lento grind dance e la successiva, "(Lay Your Head on My) Pillow", presenta testi teneri e seducenti, con sottili accenni, che secondo Gil Griffin del Washington Post "sostituiscono gli eccessi hip-hop con il contegno della musica soul". "I Couldn't Keep It to Myself" suonata con archi e piano elettrico, che "creano un'atmosfera sbarazzina che ricorda i primi pezzi dei Kool and the Gang e dei The Blackbyrds". Nella canzone, il cantante vuole vantarsi con i suoi amici delle capacità sessuali della sua nuova ragazza. "Gangsta Groove" adatta l'archetipo del "gangsta" dell'hip hop in una storia più umana, sulla scia del blaxploitation. Si ispira alla musica funk di Parliament-Funkadelic, di Cameo e degli Ohio Players. "Tony! In the Wrong Key" presenta un paesaggio sonoro sognante e dissonante, voci confuse, fiati vorticosi, ed un campionamento di James Brown. Al termine, Raphael Wiggins canta il verso "Last Night a D.J. Saved My Life", un riferimento all'omonima canzone del 1982. Wiggins ha trovato il suo stile vocale impassibile simile a quello di Sly Stone in "Family Affair" (1971).
"Dance Hall" ha lo stile del genere omonimo, e incorpora anche il funk. "Times Square 2:30" è stato registrato dal gruppo in strada. "Fun" ha un groove hip hop, un tono jazz fusion e un tema irriverente simile a "Dance Hall". "Anniversary" parla di un amore maturo e duraturo. Elysa Gardner di Vibe lo definisce "un bolero grandiosamente romantico di nove minuti che elargisce al suo soggetto femminile un tale calore e rispetto che la sfacciata misoginia di (My Ex-Girlfriend) sembra immediatamente perdonabile". "Castleers" è una breve traccia vocale e tributo a Raphael e al gruppo corale della Castlemont High School "Castleers Choir", in cui cantarono come studenti. Raphael a proposito affermò che: "Il coro del liceo era incentrato sulla classica armonia R&B, quindi ho chiamato la canzone come il coro. Una delle grandi cose di quell'esperienza a scuola è stata che ci ha preparato per sfondare nel mondo professionale con la nostra musica."

## Marketing e vendite
Sons of Soul è stato pubblicato il 22 giugno 1993, dalla Wing Records e dalla Mercury Records, che fecero una pesante campagna promozionale, cercando di capitalizzare il successo di The Revival. Sons of Soul aprì con eccellenti vendite, diventando subito l'album migliore del gruppo. Debuttò con la trentottesima posizione della classifica Billboard 200 nella settimana del 10 luglio 1993 mentre nella settimana del 24 luglio, raggiunse la posizione numero tre nella classifica Billboard Top R&B Albums, in cui si era classificata al 56º posto. Nelle prime otto settimane di pubblicazione, Sons of Soul vendette 281 961 copie negli Stati Uniti. Presenziando per 43 settimane nella Billboard 200, mentre nella settimana del 18 settembre,raggiunse la sua posizione di punta, classificandosi ventiquattresimo. A novembre, l'album aveva venduto quasi un milione di copie negli Stati Uniti. Cinque singoli furono pubblicati nella sua promozione, inclusi i successi della classifica Hot 100 "If I Had No Loot" e "Anniversary". Nella settimana del 14 novembre 1995, l'album è stato certificato doppio disco di platino dalla RIAA, per aver venduto due milioni di copie negli Stati Uniti. Nel 1997 aveva venduto 1.2 milioni di copie, secondo Luminate Data.

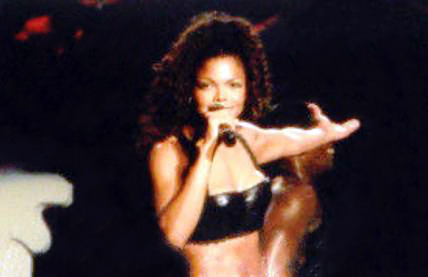
La band si esibì brevemente durante il Janet World Tour. In foto, Janet Jackson nel 1993.

Per promuovere Sons of Soul, il gruppo intraprese un tour che ampliò il loro pubblico ed il repertorio dei concerti. Oltre che negli Stati Uniti, promossero l'album con concerti in Europa, Australia e Giappone. Si sono anche esibiti in programmi televisivi come Saturday Night Live, Late Show with David Letterman, e all'Apollo Theatre Hall of Fame. Nel novembre 1993, il gruppo si unì alla cantante Janet Jackson nel suo World Tour. Tuttavia, dopo alcune esibizioni, la band si ritirò nel gennaio 1994, esprimendo frustrazione per il tempo limitato offerto loro sul palco e per le frequenti cancellazioni degli spettacoli di Jackson. Riley disse che furono anche costretti a modificare la loro scaletta per adattarla al pubblico di Jackson, mentre lo staff del tour ricordò che il gruppo "ha lasciato il tour senza preavviso" ed "era estremamente poco professionale". Sono stati sostituiti da Mint Condition. La band è successivamente andata in pausa, poiché ogni membro ha iniziato a perseguire i propri progetti musicali separatamente, producendo e scrivendo per altre case discografiche, prima di riunirsi per registrare il loro album del 1996 House of Music.

## Critica
| Recensione                    | Giudizio |
| ----------------------------- | -------- |
| AllMusic                      | [ 24 ]   |
| Chicago Tribune               | [ 15 ]   |
| USA Today                     | [ 33 ]   |
| Encyclopedia of Popular Music | [ 34 ]   |
| Entertainment Weekly          | A−       |
| Los Angeles Times             | [ 16 ]   |
| MusicHound R&B                | 5/5      |
| The Philadelphia Inquirer     | [ 37 ]   |
| Q                             | [ 38 ]   |
| The Rolling Stone Album Guide |          |

Sons of Soul è stato accolto con ampi consensi dalla critica. Billboard ha elogiato le influenze tradizionali del disco e la sensibilità contemporanea, definendolo "un disco prismatico di un gruppo in fase di maturazione", e il The New Yorker ha affermato che il gruppo è facilmente passato da "pezzi di danza irresistibili... a ballate adorabili e sensuali". Sul Chicago Tribune, Greg Kot ha indicato Sons of Soul come "la fusione più compiuta dell'attitudine hip-hop con un'estetica R&B degli anni '70", ritenendo il gruppo esperto di musica funk e soul, in particolare per la loro incorporazione di chitarre soul di Memphis, insieme a graffiature di giradischi. Recensendo l'album in Time, Christopher John Farley trovò la musica elegante e più innovativa rispetto ai precedenti dischi della band. Michael Saunders del Boston Globe credeva che anche senza una canzone eccezionale come la loro hit del 1990 "Feels Good", il disco fosse "senza dubbio migliore di quasi tutti gli album soul e pop stereotipati che riempivano le classifiche", con ballate che suonavano intime senza essere eccessivamente sentimentali.
Robert Christgau, meno entusiasta, nella sua rubrica "Guida del consumatore" per The Village Voice, citò "If I Had No Loot" e "Anniversary" come punti salienti, mentre chiamava scherzosamente il gruppo "bugiardi sexy dell'anno"; in seguito gli ha assegnato una menzione d'onore nel suo libro "Guida del consumatore" degli anni '90. In una revisione più critica, su Spin, ad opera di Jonathan Bernstein, si leggeva che canzoni come "If I Had No Loot" e "What Goes Around Comes Around" erano semplici derivazioni del precedenti successi del gruppo in The Revival, nel tentativo di competere con gruppi R&B contemporanei come Silk, H-Town ed Intro.
Alla fine del 1993, Sons of Soul è stato votato diciannovesimo come miglior album dell'anno su Pazz & Jop. La rivista Q lo ha incluso nella sua lista dei 50 migliori album del 1993, mentre Time ha classificato l'album al primo posto nella lista di fine anno; una nota di accompagnamento nell'elenco affermava: "I Tonyies sono una vera band, con strumenti veri, che sono riusciti a riportare l'arte della scrittura di canzoni R&B nel futuro". È stato anche nominato miglior album dell'anno da James T. Jones IV di USA Today, e The New York Times, mentre Newsday lo ha definito uno dei migliori album dell'anno. Nel 1994, "Anniversary" è stato nominato ai Grammy Awards per la migliore canzone R&B e per la miglior performance R&aB di un duo o gruppo con voce. L'album ha anche fatto guadagnare alla band un premio della critica nel 1994 come miglior gruppo R&B, su Rolling Stone. Nel 1995, Q ha incluso Sons of Soul nella sua pubblicazione "In Our Lifetime: Q's 100 Best Albums 1986-94". Nel 2007, Vibe ha incluso l'album nella sua lista dei 150 Album essenziali dell'era Vibe (1992–2007).

## Eredità e rivalutazione
Sons of Soul ha colmato il divario tra il successo commerciale e della critica del gruppo aiutandoli a diventare uno dei gruppi R&B più popolari dell'epoca. Il suo successo ha esemplificato la rinascita commerciale del genere durante i primi anni '90, quando l'hip-hop era diventato il genere musicale afroamericano predominante nel mainstream. Nel 1994, Greg Kot del Chicago Tribune ha attribuito la sua rinascita alla miscela di strumenti dal vivo ed ai valori di produzione hip-hop degli artisti più giovani e ha citato Sons of Soul come "la fusione più compiuta dell'attitudine hip-hop con un'estetica R&B degli anni '70". L'Atlanta Journal-Constitution lo ha indicato come "un tenero ricordo di quei giorni di gloria" e ha ritenuto che il gruppo, con i suoi talenti vocali e musicali, sia molto indicativo di un ritorno al panorama del primo R&B. Inoltre, hanno attirato l'attenzione del mainstream in un anno di numerose controversie di alto profilo con artisti R&B e hip hop come Michael Jackson e Snoop Dogg. David W. Brown di The Harvard Crimson scrisse che il gruppo era "noto principalmente per la qualità della sua musica, non per la sua reputazione extrascolastica, a differenza di altri gruppi come Jodeci che fanno affidamento su un'immagine playa-gangsta-mack per vendere dischi".
Insieme ad artisti come Mint Condition e R. Kelly, la band suonava strumenti dal vivo che completavano la loro sensibilità hip hop. I loro concerti presentavano elementi visivi come il fumo di incenso e l'illuminazione caleidoscopica del palcoscenico, un eccentrico guardaroba e strumentisti aggiuntivi, tra cui un altro chitarrista, due batteristi, due tastieristi, un violinista, un trombettista ed un sassofonista. Il Charlotte Observer disse del gruppo nel 1994: "Il loro uso di strumenti dal vivo su disco e sul palco li rende un'anomalia nel mondo sintetizzato e campionato dell'R&B moderno". Con la dipendenza del gruppo dal soul tradizionale e dai valori R&B della scrittura di canzoni e della strumentazione, Sons of Soul è stato un precursore del movimento neo soul degli anni '90. Matt Weitz di The Dallas Morning News scrisse nel 1993 che il gruppo si era distinto dai loro contemporanei New jack swing con Sons of Soul e li trovava esteticamente simili ad artisti come Prince e PM Dawn.
D'wayne Wiggins citò Sons of Soul come il suo album preferito con il gruppo. Anche Vibe e il Philadelphia Daily News l'hanno blasonato come il miglior album del gruppo; quest'ultimo ha anche scritto che "potrebbe essere l'album che ha preparato le orecchie del pubblico per tutti quegli artisti con un'anima simile che devono ancora venire". L'editore di AllMusic Stephen Thomas Erlewine affermò invece "hanno ricevuto il loro più grande successo nelle classifiche, senza compromettere la loro musica", che "conservavano un'anima pop finemente realizzata, altamente eclettica e funky, la stessa che ha contraddistinto i loro primi due album", ma con una migliore scrittura e modo di suonare. Rickey Wright del Washington City Paper considerò l'album come una vetrina "iperattivamente brillante" per "autori profondamente pieni di risorse che hanno tenuto il passo con il loro pubblico", aggiungendo che "quasi nulla nell'R&B degli anni '90 l'ha sfiorato". In The Rolling Stone Album Guide (2004), Franklin Soults ha principalmente accreditato Raphael Wiggins per il successo del disco e ha affermato che il suo "alto tenore scivola in modo fluido e sicuro come il suo modo di scrivere".

## Tracce
Tutte le canzoni sono state prodotte dalla band.
1. If I Had No Loot – 4:01 (Juan Bautista, Will Harris, Raphael Wiggins)
2. What Goes Around Comes Around – 4:33 (Carl Wheeler, D'wayne Wiggins, R. Wiggins)
3. My Ex-Girlfriend – 4:53 (Timothy Christian Riley, D. Wiggins, R. Wiggins)
4. Tell Me Mama – 4:17 (Riley, R. Wiggins, Z'Ann)
5. Leavin' – 5:16 (John Smith, R. Wiggins)
6. Slow Wine – 4:49 (D. Wiggins, The Whole 9)
7. (Lay Your Head on My) Pillow – 6:12 (Riley, D. Wiggins, R. Wiggins)
8. I Couldn't Keep It to Myself – 5:20 (R. Wiggins)
9. Gangsta Groove – 5:03 (Smith, D. Wiggins, R. Wiggins)
10. Tonyies! In the Wrong Key – 4:05 (Riley, R. Wiggins)
11. Dance Hall – 4:26 (Curtis Grant, D. Wiggins)
12. Times Squares 2:30 A.M. (Segue) – 0:33
13. Fun – 5:16 (Riley, Wheeler, D. Wiggins, R. Wiggins)
14. Anniversary – 9:24 (Wheeler, R. Wiggins)
15. Castleers – 1:19 (Wheeler, R. Wiggins)

## Autori

### Tony! Toni! Tonè!
- Timothy Christian Riley – programmazione batteria, batteria, sintetizzatore a tromba, tastiere, produttore, programmazione, sintetizzatore
- D'wayne Wiggins – basso, programmazione batteria, batteria, chitarra, produttore, programmazione
- Raffaello Wiggins – basso, sintetizzatore basso, programmazione batteria, batteria, tastiere, produttore